# Høgel
Høgel (dansk) eller Högel (tysk) er en landsby og kommune beliggende 25 km sydøst for Nibøl på midtsletten i Sydslesvig. Administrativt hører kommunen under Nordfrislands kreds i den nordtyske delstat Slesvig-Holsten. Kommunen samarbejder på administrativt plan med andre kommuner i omegnen i Midterste Nordfrisland (Amt Mittleres Nordfriesland). I kirkelig henseende ligger byen i Breklum Sogn. Sognet lå i Nørre Gøs Herred (Bredsted Amt, Slesvig), da området tilhørte Danmark.

## Geografi
Til kommunen hører også Høgelmark, godset Mirebøl (Mirebüll) og en del af Hogelund (på dansk også Højlund, på tysk Hogelund og på sønderjysk Hø'lun, størstedelen under Goldelund kommune).

## Historie
Høgel er første gang nævnt Stednavnet er afledt af oldfrisisk *hugel eller glda. *hughl.
Mirebøl er afledt af oldnordisk mȳri for mose eller af mandsnavn Mire.